# أبو الهول التمرحني
أبو الهول التمرحني (الاسم العلمي: Sphinx ligustri) (بالإنجليزية: Privet Hawk Moth)‏ هو نوع من الحشرات يتبع جنس أبو الهول من فصيلة عثث أبو الهول.